# Камурес Кадын-эфенди
Камуре́с Кады́н-эфе́нди (тур. Kamures Kadın Efendi; 5 марта 1855, Гянджа — 30 апреля 1921, Стамбул) — главная жена (башкадын-эфенди) Мехмеда V и мать его старшего сына — шехзаде Мехмеда Зияеддина-эфенди.

## Имя
Турецкий мемуарист Харун Ачба пишет, что в документах и работах историков встречаются разные варианты имени главной жены Мехмеда V Решада: Камуре́с (тур. Kamures), Гамре́с (тур. Gamres), Камре́с (тур. Kamres) и Каму́с (тур. Kamus); он отмечает, что Сафие Унювар, обучавшая внуков султана Решада, в своих мемуарах называет женщину Камурес, и именно эта форма имени является верной. Придворная дама главной жены Мехмеда VI Вахидеддина Назикеды Кадын-эфенди Лейла Ачба приводит лишь один вариант имени — Камурес. Османист Энтони Олдерсон, турецкий историк Чагатай Улучай и историк Дуглас Скотт Брукс называют её Кямуре́с (тур. Kâmures); Брукс также отмечает, что имя это в переводе с персидского означает «дарующая удовольствие». Турецкий историк Недждет Сакаоглу указывает вариант Кямре́с (тур. Kâmres).

## Биография

### Происхождение
Согласно Харуну Ачбе, Энтони Олдерсону и Дугласу Скотт Бруксу, Камурес родилась 5 марта 1855 года на Кавказе. Недждет Сакаоглу, не указывая конкретной даты, предполагал, что родилась она в 1855 году; также, ссылаясь на Йылмаза Озтуна, Сакаоглу считал, что родилась она в Гяндже.
Харун Ачба отмечает, что нет чётких сведений о происхождении Камурес, однако он предполагает, что она принадлежала к убыхскому племени. Он также пишет, что хотя местом её рождения в официальных записях указан город Гянджа, скорее всего, эта информация неверна, поскольку девушек из Гянджи во дворец не принимали. Харун отмечает, что Камурес попала во дворец в юном возрасте, была образована и хорошо играла на пианино.

### Жена Мехмеда Решада
Харун Ачба указывает, что брак с будущим султаном был заключён 30 сентября 1872 года, тогда как Олдерсон пишет о 30 августа 1872 года, однако эта дата может означать как дату заключения брака, так и дату попадания в гарем, рождения ребёнка или присвоения титула. Сакаоглу же пишет, что 30 августа 1872 года Камурес вошла в гарем будущего мужа, отмечая, что ей на тот момент было 17 лет, а Мехмеду Решаду — 28 лет. Харун Ачба отмечает, что свадьба состоялась во дворце Ортакёй. После восшествия мужа на престол в 1909 году Камурес стала главной женой Мехмеда Решада и носила титул башкадын-эфенди. В возрасте 18 лет в 1873 году Камурес стала матерью своего единственного сына Мехмета Зияеддина-эфенди. Сакаоглу отмечает, что Озтуна указывает вторым сыном Камурес Омера Хильми-эфенди, матерью которого исследователи называют третью жену Решада Михренгиз.
Сакаоглу отмечает, что Камурес была очень современной по тем временам гаремной женщиной, изучала историю империи до самой смерти и участвовала во всех дворцовых церемониях. Он цитирует слова главного придворного писаря Халида Зии-бея: «Башкадынэфенди не была мне знакома лично. Но благодаря излишней болтливости придворных дам было прекрасно известно, что она была благовоспитанной, порядочной, красивой, несмотря на свой почтенный возраст, и всю жизнь прожила за дворцовыми стенами, главным её развлечением была еда, из-за чего она, как и многие придворные, была настолько толстой, что это утяжеляло её походку и движения». В повседневной жизни она одевалась довольно просто, но в праздники надевала диадему и вышитые серебром наряды. Камурес также была первой женщиной, кто сел за общий стол в статусе «жены Падишаха» во время приёма во дворце Долмабахче наследного болгарского принца Бориса. Харун Ачба отмечает, что во время визита в 1918 году будущего болгарского царя Камурес исполняла роль, сравнимую с ролью европейских королев. Кроме того, она принимала в гареме австрийскую императрицу Циту, сопровождавшую в поездке племянника Бориса.
Придворная учительница Сафие Унювар, обучавшая внуков Мехмеда Решада, пишет, что Камурес с почтением относилась к учителям, живо интересовалась образованием султанских детей, поддерживала раннее введение изучения Корана и вела много бесед об истории Османской империи. Какое-то время Камурес была председателем Женского общества, входившего в состав Турецкого Красного Полумесяца, а также оказывала обществу финансовую помощь.

### Вдовство и смерть
Сакаоглу отмечает, что брак Камурес и Решада продлился 46 лет — дольше, чем любой другой брак османского султана. Камурес овдовела в 1918 году.
Лейла Ачба пишет, что после смерти мужа его главная жена проживала в собственном особняке в Куручешме, где за десять дней до смерти Камурес навестила баш-кадын Мехмеда Вахидеддина Назикеда Кадын-эфенди со своими придворными дамами. Лейла-ханым, прибывшая вместе с Назикедой, отмечает, что хотя из-за болезни Камурес похудела, стала очень бледной с потускневшими глазами, по прежнему голос её был нежен и ласков, а память крепка. Харун Ачба, с другой стороны, отмечает, что особняк в Куручешме принадлежал пасынку Камурес шехзаде Мехмеду Неджмеддину-эфенди, а не ей самой.
Камурес скончалась 30 апреля 1921 года в своём доме в Куручешме и была похоронена рядом с мужем в его тюрбе в Эюпе.